# Prasmodon mikepoguei
Prasmodon mikepoguei (лат.) — вид мелких наездников подсемейства Microgastrinae из семейства Braconidae (Ichneumonoidea). Видовое название mikepoguei дано в честь американского энтомолога Mike Pogue (National Museum of Natural History, Smithsonian Institution, Вашингтон, США), крупного специалиста по бабочкам из семейств Notodontidae и Noctuidae.

## Распространение
Неотропика (Коста-Рика).

## Описание
Паразитические наездники средних для микрогастерин размеров. Длина тела 3,7—3,8 мм, длина переднего крыла 4,1—4,2 мм. Основная окраска желтовато-оранжевая. От близких таксонов отличается метасомой с затемнёнными тергитами T3–T8, затемнёнными буроватыми жгутиком и скапусом усика; желтыми в основном, но с отдельными затемнёнными участками остальными частями тела; буровато-чёрными задними концами голеней задних ног, тёмной птеростигмой и жилкам крыла. Паразитируют на гусеницах бабочек (Elachistidae).
Яйцеклада равен около половины от длины задней голени; первый тергит гладкий; второй тергит поперечный. Переднее крыло с закрытым ареолетом (вторая субмаргинальная ячейка). Проподеум с морщинками и гладкими местами. Лунулы треугольные. Нотаули глубокие. Жгутик усика 16-члениковый. Нижнечелюстные щупики 5-члениковые, нижнегубные щупики состоят из 3 сегментов. Дыхальца первого брюшного тергиты находятся на латеротергитах.